# Saint-Mandrier-sur-Mer
Saint-Mandrier-sur-Mer este o comună în departamentul Var din sud-estul Franței. În 2009 avea o populație de 5.773 de locuitori.

## Evoluția populației
| An        | 1975  | 1982  | 1990  | 1999  | 2006  | 2009  |
| --------- | ----- | ----- | ----- | ----- | ----- | ----- |
| Populație | 4.272 | 4.946 | 5.175 | 5.232 | 6.565 | 5.773 |